# Сонькин, Виктор Валентинович
Ви́ктор Валенти́нович Со́нькин (род. 28 октября 1969) — российский филолог, переводчик, журналист, кандидат филологических наук.

## Биография
Окончил московскую школу № 372 (1987) и отделение сербской и хорватской филологии филологического факультета МГУ (1992). Кандидат филологических наук с 1998 года (диссертация «Сонет в югославянских литературах эпохи модерна»). Работал в качестве официального переводчика-синхрониста в ООН (с сербского на английский язык). Публиковался в газете «The Moscow Times» (2003—2009), литературном приложении к лондонской «Times», журнале «Иностранная литература».
Выступает с лекциями. Вместе с супругой Александрой Борисенко с 2000-х годов вёл на филологическом факультете МГУ семинар по художественному переводу, участники которого подготовили антологии детективной английской новеллы «Не только Холмс» и «Только не дворецкий».
За путеводитель «Здесь был Рим. Современные прогулки по древнему городу» (Астрель, Corpus, 2012) удостоен премии «Просветитель» в номинации «Гуманитарные науки» (2013).

## Список переводов
- Барнс Дж. Попугай Флобера. 2012 (в соавторстве с А. Борисенко).
- Талеб Н. Чёрный лебедь. 2012 (в соавторстве).
- Тарановский К. Ф. Русские двусложные размеры. Статьи о стихе. 2010.
- Янагихара Х. Люди среди деревьев = The People in the Trees, 2013. ISBN 978-5-17-102325-6